# Kristian Petersen
Kristian Petersen (27 giugno 1958) è un ex calciatore faroese, di ruolo difensore.

## Carriera

### Club
Ha giocato sempre coll'ÍF Fuglafjørður con cui ha vinto il campionato nel 1979 Nel 1982 e nel 1985 retrocesse in seconda serie, riconquistando la promozione con la vittoria del campionato nel 1984 e nel 1987.

### Nazionale
Ha collezionato 3 presenze con la propria nazionale nel biennio 1988-1989. Debuttò il 24 agosto 1988 in amichevole contro l'Islanda in quella che fu il primo storico incontro della sua selezione, vestendo anche i panni del capitanto.

## Statistiche

### Cronologia presenze e reti in nazionale
| Cronologia completa delle presenze e delle reti in nazionale ― Fær Øer | Cronologia completa delle presenze e delle reti in nazionale ― Fær Øer | Cronologia completa delle presenze e delle reti in nazionale ― Fær Øer | Cronologia completa delle presenze e delle reti in nazionale ― Fær Øer | Cronologia completa delle presenze e delle reti in nazionale ― Fær Øer | Cronologia completa delle presenze e delle reti in nazionale ― Fær Øer | Cronologia completa delle presenze e delle reti in nazionale ― Fær Øer | Cronologia completa delle presenze e delle reti in nazionale ― Fær Øer |
| Data                                                                   | Città                                                                  | In casa                                                                | Risultato                                                              | Ospiti                                                                 | Competizione                                                           | Reti                                                                   | Note                                                                   |
| ---------------------------------------------------------------------- | ---------------------------------------------------------------------- | ---------------------------------------------------------------------- | ---------------------------------------------------------------------- | ---------------------------------------------------------------------- | ---------------------------------------------------------------------- | ---------------------------------------------------------------------- | ---------------------------------------------------------------------- |
| 24-8-1988                                                              | Reykjavík                                                              | Islanda                                                                | 1 – 0                                                                  | Fær Øer                                                                | Amichevole                                                             | -                                                                      |                                                                        |
| 14-4-1989                                                              | Tórshavn                                                               | Fær Øer                                                                | 1 – 0                                                                  | Canada                                                                 | Amichevole                                                             | -                                                                      |                                                                        |
| 16-4-1989                                                              | Klaksvík                                                               | Fær Øer                                                                | 0 – 1                                                                  | Canada                                                                 | Amichevole                                                             | -                                                                      |                                                                        |
| Totale                                                                 |                                                                        | Presenze                                                               | 3                                                                      |                                                                        | Reti                                                                   | 0                                                                      |                                                                        |

## Palmarès

### Competizioni nazionali
- Campionati faroensi: 1

ÍF Fuglafjørður: 1979
- 1. deild: 2

ÍF Fuglafjørður: 1984, 1987